# Antonio Ventura
Antonio Ventura Fernández (Madrid, 1954) es un maestro, editor, pintor y escritor español. Comenzó su carrera en 1977 como maestro de escuela, periodo en el cual fundó la revista Babar de literatura infantil y juvenil; entre 1988 y 1990 fue asesor de CPR. Durante varios años ha sido editor de Anaya (en concreto, de Anaya Infantil y Juvenil, que dirigía), y recientemente ha publicado, con éxito de crítica, álbumes para niños y novelas para jóvenes y adultos.

## Obra
- No todas las vacas son iguales, álbum, ilustrado por Pablo Amargo, 1999
- El tren, álbum, ilustrado por Federico Delicado, 2000
- El pájaro y la princesa, 2001
- El mar de Darío, álbum, ilustrado por Noemí Villamuza, 2002
- Osos de cuento, 2002
- La mirada de Pablo, novela, ilustrada por Adrià Gòdia y Judit Morales, 2002
- El lazo rojo, álbum, ilustrado por Adrià Gòdia y Judit Morales, 2003
- La espera, álbum, ilustrado por Federico Delicado, 2004
- Dos lobos blancos, álbum, ilustrado por Teresa Novoa, 2004
- El oso y la niña, álbum, ilustrado por Enrique Flores, 2004
- 13 horas, novela, 2004
- El relato incompleto, novela, 2004
- Un cuento de cigüeñas, álbum, ilustrado por Leticia Ruifernández, 2009
- Crónica de un deseo, novela, 2013